# Letur-Lefr
Letur-Lefr  је сингл/ЕП који је Џон Фрушанте објавио 4, 12, 16. или 17. јула у зависности од региона, као претходницу свом студијском албуму, PBX Funicular Intaglio Zone. Албум је снимљен 2010. године, на њему гостује неколико ем-сија и један вокал и музички не представља целину рађену с намером да њени елементи буду повезани, већ компилацију онога што аутор сматра најбољим што је урадио током одређеног периода. Трећа песма са албума, Glowe, добија се као поклон приликом наручивања албума са Фрушантеовог званичног сајта.
На свом блогу, Фрушанте је објаснио да име албума представља двоје који постају једно, што је илустровао чињеницом да се прва песма, In Your Eyes наставља на последњу песму, In My Light. Спекулише се да је име албума игра речи са првим словима његовог и презимена његове супруге, Никол Турли, што је додатно поткрепљено чињеницом да је управо она гостујући вокал на песми. На албуму такође гостује и неколико ем-сија, међу којима је свакако најпознатији РЗА из Wu-Tang Clan.

## Списак песама
1. - 4:29
2. - 2:24
3. - 1:29
4. - 3:42
5. - 3:49

## Особље
- Џон Фрушанте – Вокал, сви инструменти, инжињеринг и продукција, омот
- Никол Турли - пратећи вокал на 1
- RZA - вокал на 2, 4 и 5
- Masia One - вокал на 2
- Leggezin Fin - вокал на 2
- Kinetic 9 - вокал на 2 и 4
- Rugged Monk - вокал на 4
- Ентони Замора – студио менаџер
- Џулијан Чавез - дизајн омота[3]